# Izbišno
Izbišno (cyr. Избишно) – wieś w Bośni i Hercegowinie, w Republice Serbskiej, w gminie Foča. W 2013 roku liczyła 58 mieszkańców.